# 메흐르다드 풀라디
메흐르다드 풀라디(페르시아어: مهرداد پولادی, Mehrdad Pooladi, 1987년 2월 26일 ~ )는 이란의 전 축구 선수이다. 이란 축구 국가대표팀에서는 주로 왼쪽 풀백으로 뛰었다.

## 클럽 경력

### 에스테글랄
2007년 8월에 그는 페이칸에서 나세르 헤자지 감독에 의해 선택된 어린 선수들 한 명으로 에스테글랄로 이적하였다. 그는 2-1로 승리한 모카베마트 세파시 원정 경기에서 그의 유일한 골을 넣었다. 나세르 헤자지 감독이 해임당하고 피루즈 카리미 감독으로 대체된후, 그는 선발 순서에서 밀려났고 팀에 입단한지 2년만에 팀을 떠나게 되었다.

### 트락토르 사지
2008-09 시즌 그의 종착지는 그가 오직 1시즌만을 뛴 트락토르 사지였다. 타브리즈에서 그는 그는 거의 대부분을 미드필더로서 뛰게 되었고, 시즌중에 6골을 넣었으며, 그중 가장 눈부신 골은 옛 친정팀 에스테글랄의 홈인 아자디 경기장에서 40 야드 거리의 프리킥 골을 성공시킨 것이였다.

### 메스 케르만
그는 메스 케르만으로 이적하였고 1년 반 동안 다시 미드필더로 뛰었다. 2011-12 시즌 중반에 감독이였던 미로슬라브 블라제비치의 구상에 들지 못하자 팀을 떠났다.

### 페르세폴리스
2012년 1월에 그는 페르세폴리스로 팀을 옮겼지만, 이적 마감일을 놓쳐 2011-12 시즌을 뛰지 못했다. 그렇지만 AFC 챔피언스리그 2012에는 선수 등록을 할 수 있어 7경기를 출전했고 알샤바브를 3-1로 이긴 경기에서 프리킥으로 득점을 해냈다. 그는 페르세폴리스와 2년 연장계약을 맺어, 2014년까지 계약이 연장되었다. 페르세폴리스에 입단한후, 그는 주로 왼쪽 풀백으로 뛰지만 가끔 수비형 미드필더와 왼쪽 윙 자리를 매우기도 한다.

## 국가대표팀 경력

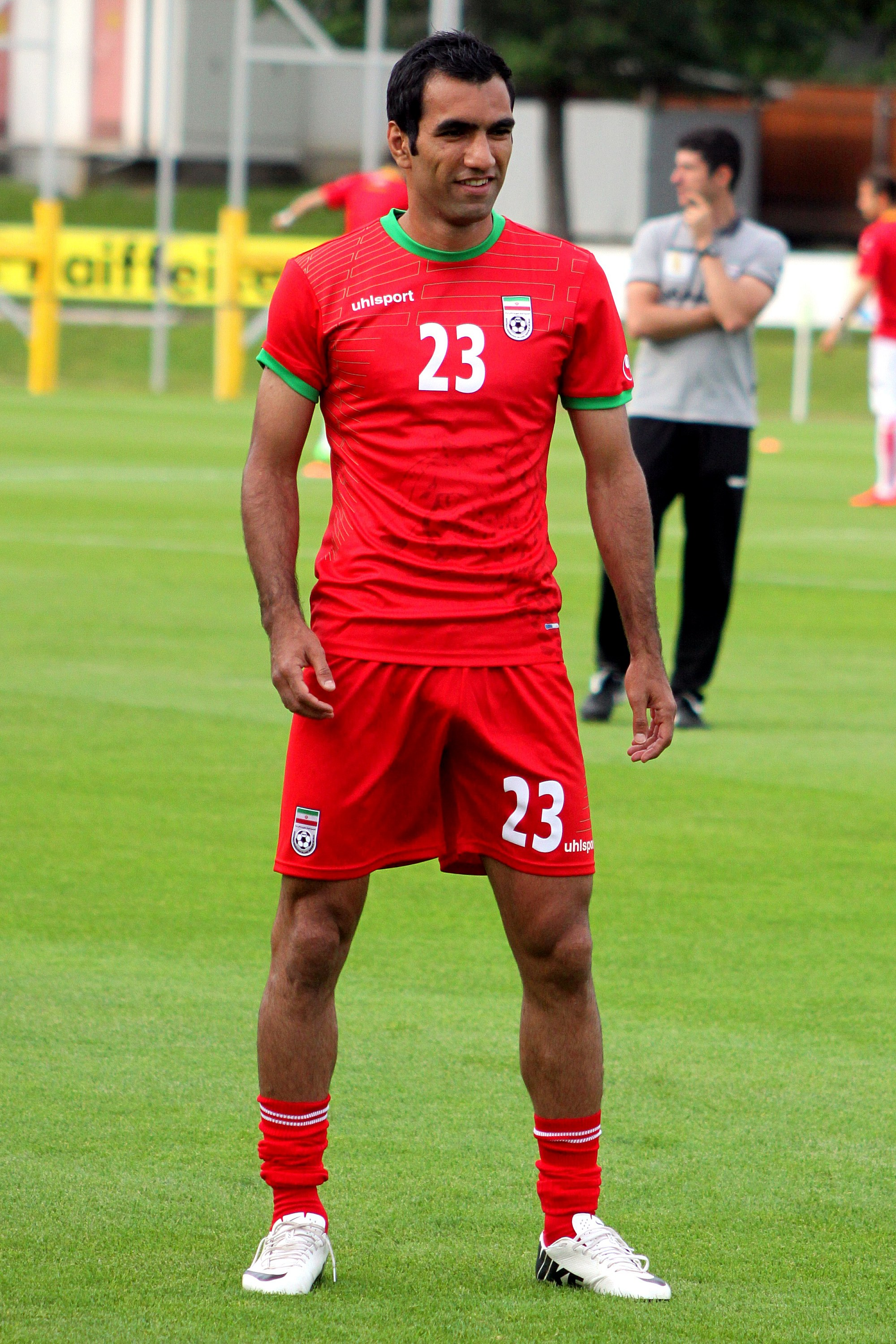
2014년 모습

페이칸 테헤란의 유소년팀 시절에 풀라디는 2006년 AFC 청소년 축구 선수권 대회에 이란 U-20 팀 소속으로 3경기에 출전했다.]]. 그는 또한 그라낫킨 기념 대회(세계 유소년 축구 대회)에 이란 U-20 소속으로 참가해서 5경기에 출전했다. 그는 또한 2006년 아시안 게임에 이란 U-23 소속으로 참가하였다.
그는 2011년 7월에 마다가스카트를 상대로 한 경기에서 카를루스 케이루스 감독이 이끄는 성인대표팀에 데뷔했다. 케이루스 감독은 풀라디를 메흐르다드 미나반드의 은퇴 이후 이란 대표팀의 고질적 문제점이던 왼쪽 풀백자리로 배치시켰고, 풀라디는 이 기회를 잡아, 이후 줄곧 선발 자리를 차지했다. 2014년 6월 1일에, 그는 카를로스 케이로스가 이끄는 2014년 FIFA 월드컵에 참가하는 이란 축구 국가대표팀 명단에 포함되었다. 풀라디는 나이지리아전에서 평점 9.7점을 받으며, 토마스 뮐러에 이어 FIFA가 선정한 대회 첫 째주 최고의 선수 2위에 올랐다. 또한 그는 다음 경기인 아르헨티나전에서도 좋은 활약을 펼쳤다. 조별리그 마지막 경기가 끝나고, 풀라디는 대회 최고의 선수 30인에 선정되었다.

## 수상 경력
에스테글랄
- 이란 프로리그: 2008–09

페르세폴리스
- 이란 프로리그: 준우승 2013–14
- 하즈피 컵: 준우승 2012–13